# میگل اراسیل
میگل اراسیل (انگلیسی: Miguel Aracil؛ زادهٔ ۱۸ فوریهٔ ۱۹۵۷) بازیکن فوتبال اهل اسپانیا است.
از باشگاه‌هایی که در آن بازی کرده‌است می‌توان به باشگاه فوتبال هرکولس و باشگاه فوتبال رئال وایادولید اشاره کرد.
وی همچنین در تیم‌های ملی فوتبال زیر ۲۱ سال اسپانیا، زیر ۲۳ سال اسپانیا، و اسپانیا بازی کرده‌است.